# 9628 Sendaiotsuna
A 9628 Sendaiotsuna (ideiglenes jelöléssel (9628) 1993 OB2) a Naprendszer kisbolygóövében található aszteroida. Eleanor F. Helin fedezte fel 1993. július 16-án.